# 白音席勒街道
白音席勒街道，是中华人民共和国内蒙古自治区包头市九原区下辖的一个乡镇级行政单位。

## 行政区划
白音席勒街道下辖以下地区：
远洲社区、二道沙河南村、二道沙河北村、二道沙河西村、三道沙河村、黄草洼村、前营子村、庙圪堵村和兴胜经济开发区。